# Schefflera hemiepiphytica
Schefflera hemiepiphytica är en araliaväxtart som först beskrevs av Igor Vladimirovich Grushvitzky och Nina Timofeevna Skvortsova, och fick sitt nu gällande namn av Chih Bei Shang. Schefflera hemiepiphytica ingår i släktet Schefflera och familjen araliaväxter.
Artens utbredningsområde är Vietnam. Inga underarter finns listade.